# Richey Edwards
Richard James "Richey" Edwards (sinh ngày 22 tháng 12 năm 1967 – mất tích ngày 1 tháng 2 năm 1995), còn có tên là Richey James hay Richey Manic, là một nhạc công người Wales, từng là nhạc sĩ soạn lời bài hát kiêm chơi rhythm guitar của ban nhạc alternative rock Manic Street Preachers. Mặc dù không có nhiều sáng tác, anh lại được ghi nhớ bởi những sáng tác u tối, giàu tri thức và nhuốm màu sắc chính trị, kết hợp với cá tính hùng biện và bí ẩn đã biến anh trở thành một tượng đài, đồng thời được một số người xem là người viết ca từ hàng đầu của thế hệ, lá cờ đầu của trào lưu văn hóa Cool Cymru.
Edwards mất tích vào ngày 1 tháng 2 năm 1995. Ngày 24 tháng 11 năm 2008, cha mẹ anh đã nhận được trát của tòa do Cơ quan nhận thực di chúc Wales cấp. Cơ quan này chỉ định cha mẹ là người thừa kế tài sản của anh và thông báo thêm rằng anh đã tử vong "vào hoặc từ" ngày 1 tháng 2 năm 1995. Album thứ 9 của Manic Street Preachers mang tên Journal for Plague Lovers (phát hành vào ngày 18 tháng 5 năm 2009) là tập hợp các bài hát với lời do Edwards để lại. Tính đến năm 2005, các thành viên còn lại của Manic Street Preachers đã trích 25% lợi nhuận vào tài khoản mang tên anh.

## Thân thế
Richard James Edwards sinh ra và lớn lên tại Blackwood, Wales, là con trai của Graham và Sherry Edwards. Anh có một cô em gái tên Rachel (sinh 1969) và rất thân thiết với cô. Edwards theo học Trường hỗn hợp Oakdale. Từ năm 1986 đến 1989, anh theo học Đại học Wales, Swansea và tốt nghiệp với một tấm bằng 2:1 ở ngành lịch sử chính trị. Gia đình Edwards sống tại Blackwood. Anh gặp Nicky Wire, Sean Moore và James Dean Bradfield ở Trường hỗn hợp Oakdale.

## Sự nghiệp
Edwards lúc đầu là tài xế và người khuân vác trang thiết bị biểu diễn cho Manic Street Preachers, nhưng anh sớm được chấp nhận làm người phát ngôn chính và thành viên thứ 4 của ban nhạc vào năm 1989. Edwards ít thể hiện tài năng âm nhạc — bù lại đóng góp thực sự của anh cho ban nhạc là về ca từ và thiết kế của nhóm. Anh thường bắt chước điệu bộ chơi guitar trong những buổi trình diễn nhạc sống đầu tiên, nhưng rồi cùng tay bass Nicky Wire đảm nhận sáng tác lời. Edwards được cho là đã viết khoảng 80% ca từ cho album thứ 3 của nhóm, The Holy Bible. Cả hai người được ghi công sáng tác ở tất cả các bài hát trước khi Edwards mất tích, và Edwards là người duy nhất được ghi công ở ba bài trích từ album Everything Must Go (1996) cũng như có tên đồng sáng tác hai bài nữa.
Mặc dù Edwards không học nhạc từ đầu, song anh vẫn góp công vào định hướng âm nhạc tổng thể của nhóm, và theo lời các thành viên của lại của ban trong đĩa DVD tài liệu Everything Must Go, anh giữ vai trò chính trong việc quyết định cách tiếp cận âm thanh của ban nhạc. Edwards thể hiện mong muốn tạo ra một album chủ đề được miêu tả là "Pantera tụ họp với Nine Inch Nails và Screamadelica". Tuy nhiên giọng ca chính kiêm lead guitar James Dean Bradfield lại tỏ ra ngờ vực về khả năng liệu ban nhạc có sản xuất ra một album như thế không: "Tôi lo ngại rằng với tư cách người sáng tác chính trong ban nhạc, tôi thực sự không thể viết ra những thứ mà anh ấy sẽ thích. Gu nhạc [như thế] sẽ gây ra bế tắc trong ban nhạc lần đầu tiên..."
Edwards đã phải chịu nhiều cơn sầu nghiêm trọng trong quãng thời gian anh trưởng thành, và cởi mở nói về chuyện đó trong các buổi phỏng vấn. Anh còn tự hại cơ thể mình, chủ yếu là đốt điếu thuốc trên tay và tự cắt mình: "Khi tôi tự cắt mình tôi thấy dễ chịu hơn nhiều. Tất cả những thứ nhỏ nhặt có thể làm tôi khó chịu bỗng trở nên thật tầm thường vì tôi đang chú ý đến vết đau. Tôi không phải người có thể gào và hét, thế nên đây là lối thoát duy nhất của tôi. Tất cả chúng được làm một cách rất lô-gíc." Anh mắc chứng mất ngủ và dùng rượu để giúp bản thân dễ ngủ vào ban đêm. Trước khi phát hành đĩa The Holy Bible vào năm 1994, anh đã đi khám tại Bệnh viện Whitchurch và sau đó là The Priory, vì thế đã không thể hỗ trợ quảng bá cho album và làm cho ban nhạc chỉ còn 3 thành viên đi diễn ở các nhạc hội Reading Festival và T in the Park.
Sau khi rời khỏi Bệnh viện tâm thần Priory vào tháng 9 năm 1994, Edwards cùng Manic Street Preachers đã đi lưu diễn châu Âu với đội hình 4 người cùng Suede và Therapy?, được cho là lần cuối cùng Edwards đi diễn cùng nhóm. Lần xuất hiện cuối cùng của Edwards trên sân khấu là ở London Astoria, ngày 21 tháng 12 năm 1994. Buổi hòa nhạc khép lại khi ban nhạc đập phá trang thiết bị và làm hỏng hệ thống chiếu sáng, kích thích Edwards đập nát cây guitar ở tiết mục bài "You Love Us" kết thúc cuộc diễn. Ngày 23 tháng 1 năm 1995, Edwards có buổi phỏng vấn cuối cùng với tạp chí âm nhạc Music Life của Nhật Bản.

## Mất tích
Edwards mất tích ngày 1 tháng 2 năm 1995, vào ngày anh và Bradfield chuẩn bị bay sang Mỹ trong chuyến lưu diễn quảng bá The Holy Bible. Hai tuần trước khi biến mất, Edwards rút 200 bảng Anh mỗi ngày từ tài khoản ngân hàng của mình, anh rút tổng cộng 2.800 bảng Anh tính đến ngày chuyến bay khởi hành theo lịch. Một số người đồn đoán rằng anh cần tiền cho chuyến đi ở Mỹ, có người lại nói rằng anh đặt mua một chiếc bàn cho căn hộ của mình từ một cửa hàng ở Cardiff. Tuy nhiên, không có ghi chép nào cho thấy chiếc bàn đã được thanh toán, do đó chỉ giải thích được lý do một nửa số tiền được rút.
Theo lời Emma Forrest như đã trích trong cuốn A Version of Reason, "Cái đêm trước khi anh ấy mất tích, Edwards đã đưa cho một người bạn cuốn sách có nhan đề Novel with Cocaine, hướng dẫn cô bạn này đọc phần giới thiệu, trong đó có chi tiết tác giả ở trong một trại tâm thần trước khi biến mất." Trong lúc lưu trú tại Khách sạn Embassy ở Đường Bayswater, Luân Đôn, theo cuốn tiểu sử của Rob Jovanovic, Edwards đã lấy một vài cuốn sách và băng video từ túi của anh. Một trong số chúng là một phiên bản của vở kịch Equus. Edwards gói ghém chúng cần thận trong một chiếc hộp đính kèm mẩu giấy ghi "Anh yêu em", rồi trang trí chiếc hộp cho giống như một món quà sinh nhật và trang trí bên ngoài hộp bằng giấy cắt dán và các câu trích văn học. Chúng có hình một ngôi nhà kiểu Đức và Bugs Bunny. Gói hàng được gửi đến cô bạn gái của Edwards tên Jo, người anh gặp vài năm trước, dù cho họ mới chia tay ít tuần trước đó.
Sáng hôm sau, Edwards lấy ví, chùm chìa khóa xe, một vài viên thuốc Prozac và hộ chiếu. Anh được cho là đã trả phòng ở khách sạn lúc 7:00  sáng rồi để lại đồ vệ sinh cá nhân, va li gói đồ và mấy viên thuốc Prozac để đi lấy xe. Sau đấy anh lái xe tới căn hộ ở Cardiff, để lại hộ chiếu, thuốc Prozac và biên lai thu phí Cầu Severn. Trong vòng hai tuần sau, Edwards bị phát hiện có mặt tại văn phòng cấp hộ chiếu Newport và bến xe buýt Newport bởi một người hâm mộ mà không hề biết anh dang là người mất tích. Người hâm mộ này được cho là đã trò chuyện với Edwards về người bạn chung là Lori Fidler, trước khi Edwards rời đi.
Ngày 7 tháng 2, một tài xế taxi từ Newport được cho là đã đón Edwards từ khách sạn King's Hotel rồi chở anh quanh các thung lũng, trong đó vùng quê nhà Blackwood của Edwards. Tài xế cho biết vị khách nói giọng Cockney, đôi khi lại chuyển giọng Wales và hỏi rằng liệu anh ta có thể nằm ở ghế sau không. Sau cùng họ đến Blackwood và bến xe buýt, nhưng vị khách lại nói "không phải nơi này" và đề nghị được chở đến nhà ga tàu Pontypool. Sau này theo sự tìm hiểu của tài khoản Jovanovic, Pontypool không hề có điện thoại. Vị khách xuống xe tại trạm dịch vụ Severn View gần Aust, Nam Gloucestershire và thanh toán 68 bảng Anh tiền mặt.
Ngày 14 tháng 2, chiếc xe Vauxhall Cavalier của Edwards nhận một vé phạt tại trạm dịch vụ Severn View; vào ngày 17 tháng 2 năm, phương tiện này được cho là bị bỏ hoang. Cảnh sát phát hiện xe đã chạy hết ắc quy, cùng bằng chứng cho thấy chiếc xe từng được sử dụng. Chiếc xe còn có những tấm ảnh mà anh chụp gia đình mình ít ngày trước. Do vị trí của trạm dịch vụ gần Cầu Severn - một địa điểm tự tử nổi tiếng, nhiều người tin rằng Edwards đã nhảy cầu tự vẫn. Tuy nhiên nhiều người quen biết Edwards lại cho biết anh chưa bao giờ là kiểu người có ý định tự tử và còn trích lại lời của chính anh nói vào năm 1994 như sau, "Nếu nói về từ 'S' cái ý nghĩ [tự vẫn] không xuất hiện trong đầu tôi. Và tôi chưa bao giờ có ý thử làm vậy. Bởi vì tôi mạnh mẽ hơn thế. Tôi có thể là một người yếu đuối, song tôi có thể nén đau".
Kể từ đấy, Edwards bị đồn là đã có mặt tại một khu chợ ở Goa, Ấn Độ và trên các hòn đảo Fuerteventura và Lanzarote. Có những người lại thông báo rằng họ có nhìn thấy Edwards, đặc biệt trong những năm ngay sau khi anh mất tích. Tuy nhiên, không có lời đồn nào được kiểm chứng và không có vụ nào được cơ quan điều tra xác nhận. Năm 2018, có nguồn tin tiết lộ rằng biên lai thu phí qua cầu là đồng hồ 24 giờ, tức là anh ấy sẽ phải đi qua cầu lúc 2:55 sáng, thay vì lúc 2:55 chiều như người ta đã nghĩ trong suốt 23 năm qua.
Bản thân vụ án cũng vấp phải nhiều chỉ trích. Trong cuốn sách Everything (A Book About Manic Street Preachers) xuất bản năm 1999, Simon Price cho rằng các khía cạnh của vụ án "không thỏa đáng". Ông khẳng định rằng cảnh sát không xét tình trạng tâm thần của Edwards khi điều tra vụ mất tính đồng thời ghi chép rằng em gái của Edwards là Rachel đã "giận dữ với cảnh sát" sau khi biết được một thước phim của camera quan sát chỉ được phân tích hai năm sau vụ Edwards mất tích. Price ghi chép rằng một thành viên của tổ điều tra từng phát biểu "rằng cái ý tưởng ta có thể nhận diện ai ra từ đó là hết sức phi lý". Trong khi gia đình anh có quyền lựa chọn khai tử anh theo luật từ năm 2002 trở đị, họ lại không làm vậy trong nhiều năm, và tình trạng của Edwards bị để ngỏ là người mất tích cho đến ngày 23 tháng 11 năm 2008, khi anh chính thức bị "khai tử".

### Dấu ấn
Vụ việc Edwards mất tích đã thu hút một lượng chú ý đông đảo từ giới truyền thông. Caitlin Moran, cây viết của tờ The Times bình luận rằng Edwards đã trở thành "một trường hợp người nổi tiếng gây xôn xao dư luận bị mắc chứng trầm cảm, nghiện rượu, chán ăn tâm thần và ngược đãi bản thân, bởi trong con mắt của công chúng anh là người đầu tiên cởi mở trò chuyện về những đề tài như vậy, không phải kiểu ra vẻ bạo dạn huênh hoang và ẩn ý 'nhìn xem tôi khổ sở và ngầu ra sao đi', mà là với lòng khiêm tốn, ý thức trách nhiệm và thường là khiếu hài hước ảm đạm". Moran đã bỏ qua câu chuyện mà giới truyền thông thêu dệt, thay vào đấy hướng đến ý tưởng rằng Edwards đã truyền cảm hứng cho các hành động bắt chước của người hâm mộ.
Nhắc đến số báo ra vào ngày 8 tháng 4 năm 1995 của tạp chí Melody Maker, Moran viết rằng cô cảm thấy ghê tởm cách xử sự của truyền thông: "Nhiều người đã thể hiện sự châm biếm và lên án trong hai tuần trở lại đây, khi mà vào dịp kỷ niệm vụ tự sát của Kurt Cobain lại trùng với thời điểm tròn 2 tháng kể từ khi Richey Edwards của Manic Street Preacher mất tích, Melody Maker đã châm ngòi một cuộc tranh cãi về việc gia tăng các vấn nạn trầm cảm, tự ngược đãi bản thân và tự sát ở thanh thiếu niên." Tạp chí đã nhận được một số bức thư từ những người hâm mộ tỏ ra đau buồn trước cái chết của Kurt Cobain và cả vụ Edwards mất tích. Số báo ra ngày 8 tháng 4 chứng kiến Melody Maker tập hợp một nhóm độc giả để bàn luận về những vấn đề liên quan đến hai vụ việc kể trên. Moran lập luận rằng "những hành động của Cobain và ở phạm vi lớn hơn là những hành động của Richey Edwards đã hợp thức hóa cuộc tranh luận về những chủ đề như vậy".

## Những ảnh hưởng văn học và văn hóa khác
Giống như niềm say mê âm nhạc, Edwards cũng rất yêu văn học. Anh đã chọn rất nhiều câu trích dẫn xuất hiện trên các bìa đĩa của Manics và thường nhắc đến các nhà văn và nhà thơ trong các buổi phỏng vấn. Niềm yêu thích văn học là một nhân tố không thể thiếu trong âm nhạc và ca từ của nhóm. Albert Camus, Philip Larkin, Mishima Yukio, Fyodor Dostoyevsky và Arthur Rimbaud được biết là những tác giả mà anh yêu thích. Trong một buổi phỏng vấn ở phòng thay đồ, anh còn bày tỏ sự ngưỡng mộ với Primo Levi. Lời ca của Edwards thường giàu chất thơ và đôi khi phản ánh vốn hiểu biết của anh về lịch sử chính trị.

## Danh sách đĩa nhạc và ghi công sáng tác
Cùng Manic Street Preachers
- Generation Terrorists (1992)
- Gold Against the Soul (1993)
- The Holy Bible (1994)
- Everything Must Go (1996)
- Journal for Plague Lovers (2009)

#### Chú giải
1. ↑  Chữ cái đầu của suicide - từ tiếng Anh của tự tử

## Sách tham khảo
- Price, Simon (1999). Everything (A Book About Manic Street Preachers) . Virgin Publishing. ISBN 978-0-7535-0139-9.